# Fort Douville
Le Fort Douville était un fort français construit en 1720 à Baby Point, aujourd'hui quartier de Toronto.
Il était petit et était composé d'une tour de bois à deux étages, protégé par une barrière pour loger trois soldats. Il était aussi connu comme le magasin royal. Le Fort Douville est considéré par les archéologues comme « le premier édifice non-amérindien construit dans l'actuel Toronto». Il fut remplacé après son abandon par le Fort Portneuf, construit en avril 1750.

## Historique
Le Fort Douville a été construit en 1720 dans le quartier actuel de Baby Point, près de la rivière Humber, sous les ordres de Philippe de Rigaud de Vaudreuil, alors gouverneur de la Nouvelle-France. Son nom était officiellement le Magasin Royal, mais la forme Fort Douville (venant de l'homme chargé de sa construction, Alexandre Daigneau Douville), lui était souvent préférée. Après la construction du Fort Chouaguen, en 1727, le poste de traite a été abandonné ; cela en raison du peu de marchandise qu'il exportait. Le manque de documents et d'informations sur la région de Toronto entre 1730 et 1750 semble suggérer qu'il n'y a pas eu d'autres comptoirs européens dans la région jusqu'en 1750, lors de la construction du Fort Portneuf. Aujourd'hui, du Fort Douville, il ne subsiste aucun vestige.